# Raymundo Damasceno
Raymundo Damasceno Assis (Capela Nova, 15 de fevereiro de 1937) é um cardeal brasileiro da Igreja Católica, atual arcebispo emérito de Aparecida, membro do Pontifício Conselho para as Comunicações Sociais e da Pontifícia Comissão para América Latina, na Santa Sé. Foi, também, presidente da Conferência Nacional dos Bispos do Brasil, entre os anos de 2011 e 2015.

## Presbítero
Em 1955 entrou para o Seminário Menor na cidade de Mariana, onde cursou o segundo grau. Em 1961 foi para Roma onde cursou filosofia e, em 1965 para a Alemanha, onde acompanhou o Curso Superior de Catequese. Foi ordenado padre em Conselheiro Lafaiete, Minas Gerais, aos 19 de março de 1968.
Depois de ordenado sacerdote, exerceu as seguintes funções: Coordenador de Catequese da Arquidiocese de Brasília, de 1968 a 1970; Pároco da Igreja do Santíssimo Sacramento em Brasília, de 1968 a 1976 e Chanceler da Arquidiocese de Brasília, de 1968 a 1979. Exerceu também as funções de Reitor do Seminário maior de Brasília.

## Bispo
A ordenação episcopal de Dom Damasceno aconteceu em 15 de setembro de 1986 na Catedral de Nossa Senhora Aparecida, em Brasília. Daí exerceu as funções de bispo auxiliar e vigário geral da Arquidiocese de Brasília, de 1986 a 2003 e diretor do Curso Superior de Teologia para leigos da Arquidiocese de Brasília, de 1986 a 2003. Foi nomeado arcebispo de Aparecida em 2004, onde desempenhou as funções de arcebispo até dia 16 de novembro de 2016, quando o Papa Francisco acolheu seu pedido de renúncia ao governo pastoral da arquidiocese.

## Sínodos
Dom Raymundo foi Padre Sinodal na 1ª Assembleia Especial para a África do Sínodo dos Bispos, que aconteceu em Roma no mês de abril de 1994; Padre Sinodal nomeado por João Paulo II, na IX Assembleia Geral Ordinária do Sínodo dos Bispos, em Roma, abril de 1994. Padre sinodal eleito pela Assembleia da CNBB e confirmado por João Paulo II na Assembleia Especial para a América do Sínodo dos Bispos, em Roma no ano de 1997.
Participou da Conferência de Aparecida em 2007, como membro delegado pela CNBB.
Dom Raymundo foi nomeado pelo Papa Bento XVI como padre sinodal da 2ª Assembleia Especial para a África do Sínodo dos Bispos, que aconteceu em Roma no mês de outubro de 2009.
Participou como padre sinodal nomeado pelo Papa Bento XVI da Assembleia Especial para o Oriente Médio do Sínodo dos Bispos, que aconteceu em Roma no mês de outubro de 2010.

## Atividades na CNBB
Ocupou o cargo de secretário-geral da Conferência Nacional dos Bispos do Brasil, por dois mandatos, de 1995 a 1999, e de 1999 a 2003, foi membro da sua Comissão Episcopal de Pastoral para a Comunicação, Educação e Cultura; presidente do Conselho Fiscal, de 2003 a 2006; presidente da Comissão Episcopal da CNBB da Campanha para a Evangelização, de 2003 a 2006.
Em 9 de maio de 2011, durante a 49ª reunião da CNBB, Assis foi eleito presidente da instituição pelos quatro anos seguintes (2011–2015). Dom Raymundo foi eleito na segunda votação, com 196 votos, derrotando Dom Odilo Scherer, que recebeu 75 votos. Foi sucedido por Dom Sérgio da Rocha.

## Atividades no CELAM
Foi ainda membro da Comissão Episcopal do Departamento de Catequese do Conselho Episcopal Latino-Americano (CELAM) de 1987 a 1991; secretário-geral do CELAM, de 1991 a 1995; secretário-geral da Quarta Conferência Geral do Episcopado Latino-Americano, em Santo Domingo, na República Dominicana, em 1992, nomeado pelo Papa João Paulo II, e ainda membro do Comitê Econômico do CELAM, em Bogotá, de 1995 a 1999 e membro da Comissão Episcopal de Comunicação do CELAM, de 2003 a 2006. Suplente do Delegado da CNBB junto ao CELAM de 2003 a 2006 e delegado da CNBB na Quinta Conferência Geral do Episcopado Latino-americano e Caribenho, em maio de 2007.[carece de fontes?]
Na 31ª Assembleia Ordinária do CELAM, realizada na cidade de Havana no mês de julho de 2007, foi eleito seu presidente para o quadriênio 2007–2011.

## Cardinalato

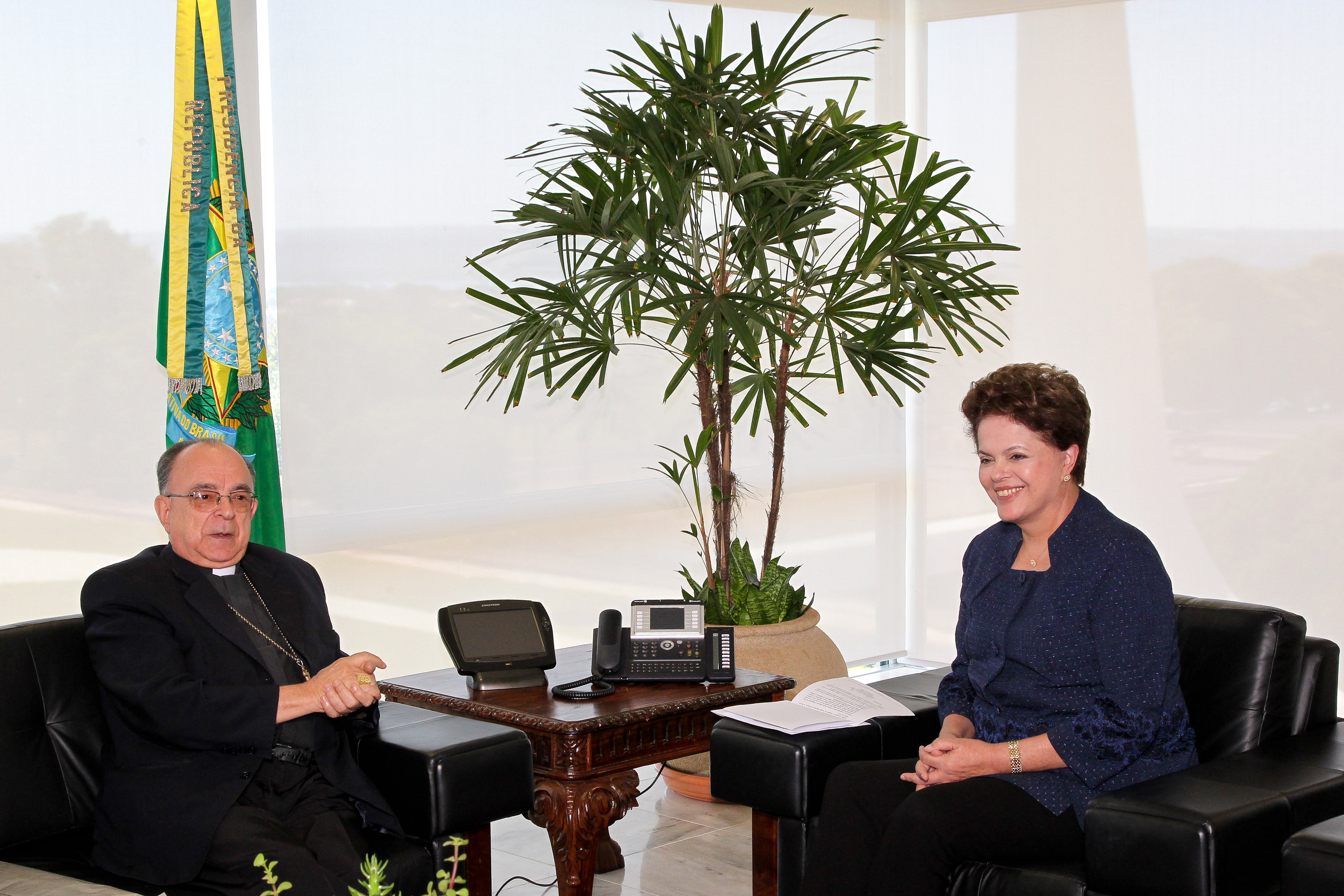
Dom Raymundo e a presidente brasileira Dilma Rousseff, em agosto de 2011

No dia 20 de outubro de 2010 foi anunciada a sua criação como cardeal pelo Papa Bento XVI, no consistório de 20 de novembro. Com a eleição de Dom Raymundo Damasceno, o Brasil passa a dispor de nove cardeais, dos quais seis são eméritos. Passou a usar o titulus de Cardeal-presbítero da Imaculada em Tiburtino, do qual tomou posse no dia 3 de abril de 2011. Como Cardeal, tomou parte no Conclave de 2013, que elegeu o jesuíta argentino Jorge Mario Bergoglio como Pontífice, conhecido como Papa Francisco.
Após aposentar-se da Arquidiocese de Aparecida, mudou-se para Brasília, sua diocese de origem, onde contribui nos trabalhos pastorais da Arquidiocese de Brasília e na CNBB.
Em setembro de 2019, foi nomeado pelo Papa Francisco como Comissário Pontifício junto aos Arautos do Evangelho, devido a ter encontrado no grupo "deficiências no que diz respeito ao estilo de governo, à vida dos membros do Conselho, à pastoral, à formação de novas vocações, à administração, à gestão das obras e à captação de recursos."

## Atividades extra-eclesiásticas
Elegeu-se membro da Academia Brasiliense de Letras em novembro de 2003, tomando posse na cadeira 33, em 23 de junho de 2004 e integrou o Conselho da Comunidade Solidária.

## Ordenações episcopais
Dom Raymundo presidiu a ordenação episcopal de:
- Vilson Dias de Oliveira, D.C. (2007)
- Darci José Nicioli, C.Ss.R. (2013)

Dom Raymundo foi concelebrante da ordenação episcopal de:
- Dimas Lara Barbosa (2003)
- Moacir Silva (2004)
- Joércio Gonçalves Pereira, C.Ss.R. (2006)
- José Ronaldo Ribeiro (2007)
- José Luiz Majella Delgado, C.Ss.R. (2010)
- Luiz Fernando Lisboa, C.P. (2013)
- Marcony Vinícius Ferreira (2014)
- Jeová Elias Ferreira (2020)